# Károly Kárpáti
Károly Kárpáti (rodným jménem Károly Kellner; 2. července 1906, Eger – 23. září 1996, Budapešť) byl maďarský zápasník židovského původu. Na olympijských hrách v Berlíně roku 1936 získal zlatou medaili ve volném stylu, v lehké váze (do 66 kg). Kárpáti byl jedním z devíti židovských sportovců, kteří získali medaile na olympiádě pořádané v antisemitském nacistickém Německu. Kárpati navíc nastoupil do finále proti Němci a dobře si symbolickou hodnotu této situace uvědomoval, před finále prý prohlásil "Vyjdu z tohoto ringu jako olympijský vítěz, nebo budu vynesen mrtvý". Na předchozí olympiádě v Los Angeles roku 1932 získal Kárpati stříbro, rovněž v lehké váze ve volném stylu. Zúčastnil se i olympiády v Amsterdamu roku 1928, kde skončil čtvrtý. Byl rovněž čtyřnásobným mistrem Evropy (1927, 1929, 1930, 1935) a desetinásobným mistrem Maďarska.
Ke konci 30. let se začal stále více setkávat s antisemitismem, slavná je historka, jak rozehnal gang šesti útočníků, kteří ho napadli, když doprovázel přítele do synagogy. Během druhé světové války byl jako olympijský vítěz zpočátku osvobozen od služby v táborech nucených prací, kam bylo posíláno velké množství maďarského židovského obyvatelstva. Nakonec byl však zatčen a poslán do pracovního tábora v polské Nadvirně a později na západní Ukrajinu. Přežil, ale byl svědkem zavraždění sportovního kolegy, olympijského vítěze v šermu Attily Petschauera, kterého dozorci v kruté zimě donutili svléknout donaha a poté ho polili studenou vodou. Kárpatimu se podařilo z tábora uprchnout a po zbytek války se skrýval v lesích a později i u přátel v Pešti.
Po válce se věnoval trénování mládeže, za což byl v roce 1982 vyznamenán prezidentem Mezinárodního olympijského výboru Juanem Antonio Samaranchem olympijským řádem. V roce 1994 byl uveden do Židovské sportovní síně slávy. O zápase napsal šest knih.